# Villebois

Villebois este o comună în departamentul Ain din estul Franței.